# ألف لارسن
ألف لارسن (بالنرويجية البوكمول: Alf Larsen)‏ هو كاتب وشاعر نرويجي، ولد في 22 يوليو 1885 في Tjøme ‏ في النرويج، وتوفي في 12 ديسمبر 1967.